# Oreometra
Oreometra là một chi bướm đêm thuộc họ Geometridae.